# Deer Park (Illinois)
Deer Park é uma aldeia localizada no estado americano de Illinois, no Condado de Cook e Condado de Lake.

## Demografia
Segundo o censo americano de 2000, a sua população era de 3102 habitantes.
Em 2006, foi estimada uma população de 3239, um aumento de 137 (4.4%).

## Geografia
De acordo com o United States Census Bureau tem uma área de 9,6 km², dos quais 9,4 km² cobertos por terra e 0,2 km² cobertos por água.

## Localidades na vizinhança
O diagrama seguinte representa as localidades num raio de 8 km ao redor de Deer Park.